# 마이애미의 두 형사
《마이애미의 두 형사》(영어: Miami Vice) 또는 《마이애미 바이스》는 1984년부터 1989년까지 방영된 미국의 텔레비전 범죄 드라마이다. 마이클 만이 제작하고 NBC를 통해 방영되었다. 대한민국에서는 1985년 1월부터 1988년 12월까지 4년 동안 KBS 2TV에서 방영했고 1989년에는 문화방송에서 방영되었다.